# Pleopeltis fallacissima
Pleopeltis fallacissima es el nombre científico actualmente aceptado para la especie Polypodium fallacissimum, el nombre Polypodium, significa “muchos pies” haciendo referencia a las pinas que integran las láminas.

## Clasificación y descripción
Rizoma: rastreros, de 1 mm de diámetro, con escamas bicolores de forma lanceolada;  frondes: de 3.5 a 9.5 cm de largo; pecíolo: de 1/3 del largo de la fronda, con escamas; lámina: pinnatífidas, de forma elíptica, de 1 a 2 cm de ancho;  pinnas: de 1 a 2 pares por lámina, ascendiendo en un ángulo inclinado con respecto al caquis, con escamas en la superficie inferior (abaxial); soros: redondos, en una posición media; indusio: no está presente.

## Distribución
Endémica de México solo ocurre en los estados de Coahuila y Nuevo León.

## Ambiente
Crece entre y sobre rocas, soporta exposición parcial al sol y tolera periodos de sequía, requiere de cierta humedad ambiental para poder sobrevivir.

## Estado de conservación
No se encuentra sujeta a ningún estatus de conservación.